# Роксі Рейнольдс
Шанель Сандерс (нар. 28 грудня 1983 року, Філадельфія, Пенсільванія, США), відома як Роксі Рейнольдс (англ. Roxy Reynolds) — американська порноакторка та реперка.

## Життєпис
Спочатку виконувала стриптиз. У порноіндустрію потрапила в 2005 році, коли їй було 22 роки. Станом на 2013 рік знялася в 85 порнофільмах.

## Нагороди
- 2008 рік — Urban X Award — Best Female Performer[3].

## Фільмографія
- 25 Sexiest Black Porn Stars Ever (2012)
- Attack of the MILFs 12 (2012)
- Booty Call 7 (2009)
- Club Elite (2011)
- Ghetto Booty 19 (2005)
- H. T.'s Black Street Hookers (2005)
- Nightstick Black POV 2 (2006)
- Pussy Cats 3 (2008)
- This ain't the Barber Shop: it's a XXX Parody (2010)
- Whack Jobs 2 (2007)
- World of Sexual Variations 3 (2009)